# Renato Dionisi
Renato Dionisi (Nago-Torbole, província de Trento, 21 de junho de 1947) é um antigo atleta italiano que participou em diversas provas internacionais de salto com vara nas décadas de 1960 e 1970. Foi durante largos anos campeão e recordista de Itália, tendo ainda ganho a medalha de ouro nos Campeonatos Europeus Indoor de 1973.
Esteve presente em duas edições olímpicas: 1964 e 1972. Na primeira, nos Jogos Olímpicos de Tóquio, Dionisi tinha apenas dezassete anos e não passou da fase de qualificação. O mesmo aconteceu na segunda vez, nos Jogos de Munique, onde, apesar de ser um dos principais favoritos, não conseguiria fazer um único salto válido na fase preliminar.